# Zgrada Bugarskog poslanstva na Cetinju
Bugarsko poslanstvo je naziv za građevinu koja se nalazi na Cetinju, na Trgu Kralja Nikole s bočne strane njegovog dvorca. U njoj je početkom 20. vijeka bila smještena zgrada bugarske ambasade.
Za potrebe Bugarskoga poslanstva vojvoda Ivo Radović podigao je privatnu porodičnu kuću koju je Bugarsko poslanstvo finansiralo na račun zakupnine koju bi plaćali za vrijeme korišćenja. Zgrada je podignuta u Dvorskoj ulici, а danas je to Gradska kafana. Rađena je kad i Vladin dom, pa je bila predmet rasprave, pod sumnjom da je na nedozvoljen način u građenju korišćen materijal sa zgrade Vladinог doma.
Najznačajnije karakteristike istorijskoga jezgra Cetinja dala je, pored ostalih i izgradnja poslanstava evropskih država. Različiti po stilu, svjesno uklopljeni u prostor i zajedno s ostalima daju specifičnu fizionomiju, svjedoci su vremena kad je Cetinje živjelo intenzivnim životom metropole.